# Aziatisch-Oceanisch kampioenschap korfbal
Het Aziatisch-Oceanisch kampioenschap korfbal is een internationaal korfbaltoernooi, waaraan de nationale teams van Azië en Oceanië deelnemen. Het toernooi wordt georganiseerd door de Asia-Oceania Korfball Federation in samenwerking met de Internationale Korfbalfederatie.
Het kampioenschap werd voor de eerste keer gehouden in 1990 in Indonesië, winnaar van dit toernooi was Taiwan.

## Overzicht toernooien
| Jaar      | Gastland      | Goud           | Zilver         | Brons         |
| --------- | ------------- | -------------- | -------------- | ------------- |
| AOKK 1990 | Indonesië     | Chinees Taipei | Australië      | Hongkong      |
| AOKK 1992 | India         | Chinees Taipei | Australië      | India         |
| AOKK 1994 | Australië     | Chinees Taipei | Australië      | Indonesië     |
| AOKK 1998 | Zuid-Afrika   | Chinees Taipei | Zuid-Afrika    | India         |
| AOKK 2002 | India         | Chinees Taipei | Australië      | India         |
| AOKK 2004 | Nieuw-Zeeland | Australië      | Chinees Taipei | Nieuw-Zeeland |
| AOKK 2006 | Hongkong      | Chinees Taipei | Australië      | India         |
| AOKK 2010 | China         | Chinees Taipei | China          | Australië     |
| AOKK 2014 | Hongkong      | Chinees Taipei | Australië      | China         |
| AOKK 2018 | Japan         | Chinees Taipei | China          | Australië     |
| AOKK 2022 | Thailand      | Chinees Taipei | China          | Australië     |

## Medaillespiegel
| Plaats | Land           | Goud | Zilver | Brons | Totaal |
| 1      | Chinees Taipei | 9    | 1      | 0     | 10     |
| 2      | Australië      | 1    | 6      | 2     | 9      |
| 3      | China          | 0    | 2      | 1     | 3      |
| 4      | India          | 0    | 0      | 4     | 4      |
| 5      | Nieuw-Zeeland  | 0    | 0      | 1     | 1      |
| 6      | Indonesië      | 0    | 0      | 1     | 1      |
| 7      | Hongkong       | 0    | 0      | 1     | 1      |
| 8      | Zuid-Afrika    | 0    | 1      | 0     | 1      |
| Totaal | Totaal         | 10   | 10     | 10    | 30     |